# Alpina alpinata
Alpina alpinata är en fjärilsart som beskrevs av Giovanni Antonio Scopoli 1768. Alpina alpinata ingår i släktet Alpina och familjen mätare. Inga underarter finns listade i Catalogue of Life.